# 近鉄百貨店
株式会社近鉄百貨店（きんてつひゃっかてん、英: Kintetsu Department Store Co., Ltd.）は、日本の百貨店の一つ。近鉄グループの主要企業。本社・本店は大阪府大阪市阿倍野区阿倍野筋一丁目1番43号あべのハルカス（大阪阿部野橋駅直結）。
旧・丸物時代から続き大阪証券取引所市場第一部に上場。2013年7月16日に東京証券取引所市場第一部に上場した（証券コード8244）。

## 概要
前身は、1920年に京都府京都市で創業した百貨店「丸物」（まるぶつ）をルーツとする旧京都近鉄百貨店と、近畿日本鉄道の直営百貨店部門から分離し発展した旧近鉄百貨店に分かれる。系列の近畿日本鉄道（近鉄）は三菱グループと密接な関係を持つが、近鉄百貨店は大輪会の会員企業である。

### 旧京都近鉄百貨店
旧京都近鉄百貨店の前身・丸物は、中林仁一郎によって創業された。創業時は「京都物産館」という名前だったが、そのマーク（○の中に物産館の「物」）と他地域への出店がきっかけで、1931年に「丸物」に改称した。最盛期には東京・池袋駅ビル（現在のパルコ本館）にも東京丸物を出店するなど全国展開していた。
仁一郎の死後は長男・中林仁良が社長に就任するが、伊藤忠商事との資本提携に失敗するなど経営が悪化した。このため、1966年4月に近畿日本鉄道の資本参加を受けて近鉄グループ入りする。近畿日本鉄道百貨店部出身の橋本達吉が協力して経営再建に取り組み、京都本店と岐阜店の2店のみが残った。しかし、1977年5月27日に中林仁良が会長、橋本達吉が社長となると同時に、社名・両店名とも「丸物」から近鉄グループの一員と示す京都近鉄百貨店に変更している。
なお、1975年（昭和50年）に近鉄流通グループの別会社として出店したひらかた丸物（社名は「枚方丸物」）は枚方近鉄百貨店に改称後、1998年に近鉄百貨店に吸収合併され、枚方店となった。また、1997年（平成9年）にも近鉄百貨店との共同出資で草津近鉄百貨店を草津駅前に出店し、京都店・岐阜店と一体的に運営した。
しかし、京都店は増床などの対策をとったものの、ジェイアール京都伊勢丹の開業で業績が悪化した。このため、郊外型商業施設や名古屋市内の百貨店との競合に負けて10年連続で赤字決算だった岐阜店は存続する余裕がないとして1999年（平成11年）9月30日に閉鎖した一方、残った京都店を複合商業施設「プラッツ近鉄」に業態変更して、ジェイアール京都伊勢丹との共存を図った。

### 旧近鉄百貨店

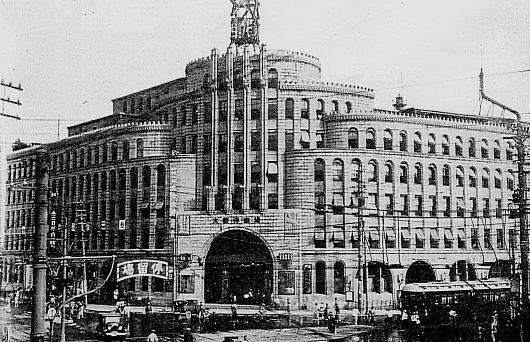
上本町駅の大軌百貨店（当時）

旧近鉄百貨店は、近畿日本鉄道の前身である大阪電気軌道（大軌）の直営で開業した上本町店と、旧大阪鉄道の子会社で開店した阿倍野店を基幹としている。 1972年（昭和47年）3月14日に奈良店を開業後、同年6月1日には近畿日本鉄道の百貨店部から独立して株式会社近鉄百貨店となった。

#### 多店舗化
近畿日本鉄道の直営だった百貨店部門とは別に、1960年（昭和35年）6月15日には四日市近鉄百貨店を開業したほか、大分県別府市で1958年（昭和33年）開業の中村百貨店を買収して1960年（昭和35年）9月に別府近鉄会館として開業した別府近鉄百貨店、1960年（昭和35年）4月開業の和歌山近鉄ストアを3年後に百貨店化した和歌山近鉄百貨店や1962年（昭和37年）9月2日開業に合わせて出資した近鉄松下百貨店といった別会社方式で沿線以外への進出を行っていた。
これらの出店に続いて、1974年（昭和49年）5月には同様に首都圏第1号店として東京・吉祥寺に東京近鉄百貨店（1983年直営化）を出店している。吉祥寺は都心ではないが、情報化の進む東京を人材育成の拠点として活用するとともに、首都圏でのさらなる出店も検討した。また、同月には子会社が運営するファッション・雑貨の専門店「シェトワ」も原宿に1号店をオープンさせた。こちらは、以降、新宿サブナード地下街、京都朝日会館などに店舗を増やしていった。
1977年（昭和52年）に丸物が京都近鉄百貨店と改称して以降、当社を中心に各百貨店や近商ストアを合わせて近鉄流通グループと呼ばれるようになった。赤字でグループの足を引っ張っていた東京近鉄百貨店や「丸物」名義の「ひらかた丸物」として開業した枚方近鉄百貨店も1982年2月期には経常黒字に転換するめどが立ち、ニチイ（後のマイカル）やジャスコの近鉄沿線への出店に対抗するため、事業拡大を狙うことになった。このころから資金調達のために株式上場がうわさされ、当社も林修社長のころから目標とはしていたが、20世紀中には実現することはなく、東武百貨店や小田急百貨店と並び、非上場で資本的には電鉄の完全子会社といった状態が続いた。

#### 阿倍野店の拡張と大規模出店

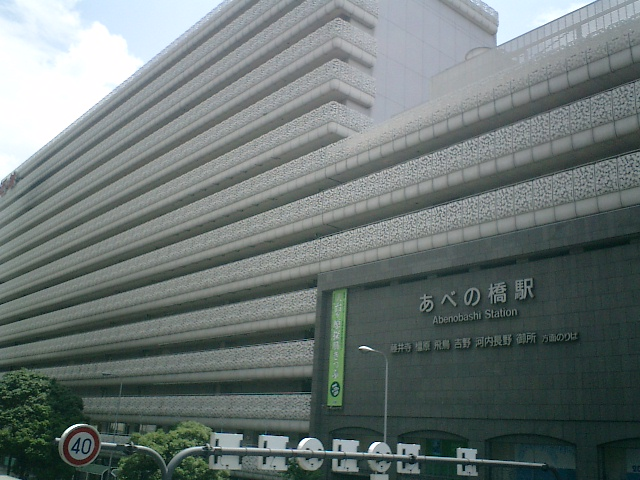
村野藤吾の遺作、阿部野橋ターミナルビル新館

第2次増床が完了した阿倍野店ではさらなる増床計画が立案され、1975年（昭和50年）ごろには具体化寸前までいった。しかし、上記のように多店化などへの投資が続いたため、いったんは増床が見送られることとなった。1988年（昭和63年）11月1日にようやく実現して阪急百貨店大阪・うめだ本店（当時）を超える西日本最大の百貨店になった。売場には大阪府のパスポートセンターなどを入居した旅行館やパリ・16区の「コクラン・エネ」のフランチャイズ店などを入居させるなどしてキタ・ミナミの百貨店と差別化を図った。また、この時開業した阿部野橋ターミナルビル新館には当社の阿倍野店新館に加え、近商ストアが展開する生活関連商品の大型専門店「オールウェイズ」、当社の子会社でデベロッパーの近鉄商業開発（1987年設立）が展開する若者向け専門店街「ラ・セレナ」なども開店し、近鉄流通グループの総力をかけた店舗とされている。
それに対し、当社もCI(コーポレート・アイデンティティ)の導入やロゴマークの変更、大規模な流通センターの建設など新たな阿倍野店の建設以外にも大規模な投資を進めている。この翌年には中部近鉄百貨店が経営する名古屋店を「ヤングメッセ近鉄」（後の「近鉄パッセ」）に業態転換することで、「ラ・セレナ」とともに百貨店が弱い若年層の取り込みを図った。

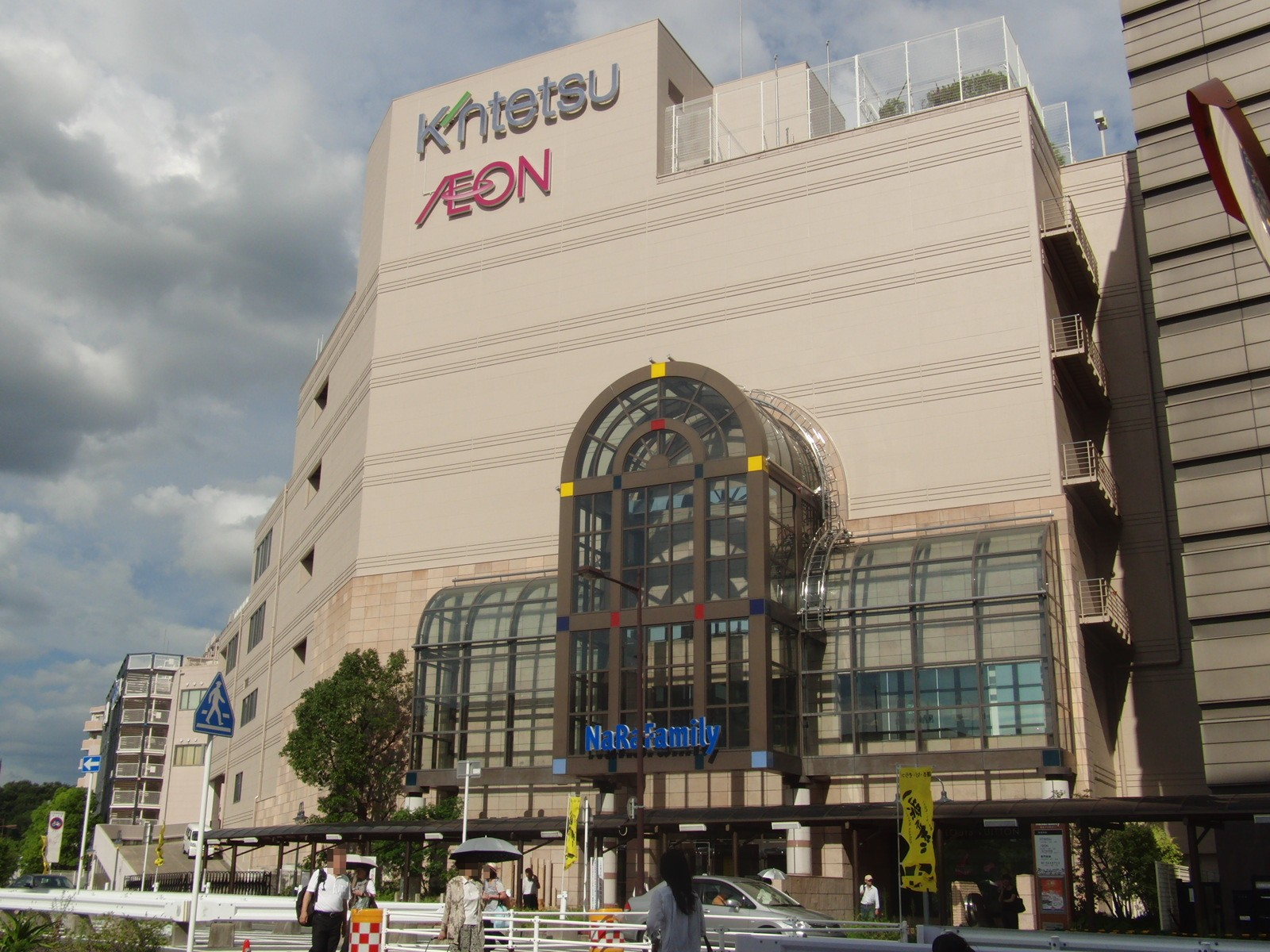
奈良店建て替え後のならファミリー

また、これらに先立つ1986年（昭和61年）には新しい阿倍野店や今後の郊外店の実験台も兼ねて橿原店を出店し、奈良そごうや大阪の本店から外商部を展開する大丸や髙島屋への対抗のために奈良店の建て替え・増床を行った。この時点では1店舗展開のみだった阪神百貨店、あるいは首都圏などでの出店を優先した阪急百貨店や大丸、髙島屋、そごうといった在阪他社に比べて関西での店舗数は最大となっている。

#### スクラップ・アンド・ビルド
近畿地方においては、1994年（平成6年）に出店からわずか3年の桜井店を閉鎖し、三菱商事やジャスコ（現在のイオン）との協業第2陣として京都ファミリーへ出店した西京都店も増床する京都近鉄百貨店と競合するとして1995年（平成7年）に閉鎖することで店舗閉鎖を進めた。別府近鉄百貨店も地場百貨店トキハの別府店が完成したことで経営が悪化し、直営化して別府店とした後、1994年（平成6年）8月31日に閉店した。
これに対し、社長だった田中太郎は出店案件については多少苦しくとも続ける方針を示し、1997年（平成9年）3月19日には生駒店、同年9月5日には京都近鉄百貨店と共同出資の草津近鉄百貨店（現在の草津店）を出店している。
また、京都近鉄百貨店の経営再建を優先したため、橋本駅前（相模原市）や汐留貨物駅跡地など首都圏での多店化は実現しなかった。後述のように上場すると赤字店の営業継続が困難として、東京店も閉鎖を決めている。

### 京都近鉄百貨店と近鉄百貨店の合併
2001年2月28日に旧京都近鉄百貨店と旧近鉄百貨店は合併を行った。これは旧京都近鉄百貨店が旧近鉄百貨店を合併する形ではあったが、目的は経営が悪化して債務超過に陥っていた上場会社の旧京都近鉄百貨店を、非上場の旧近鉄百貨店が救済する合併であった（いわゆる逆さ合併）。合併時に、商号を「株式会社近鉄百貨店」に改めるとともに本店を旧近鉄百貨店の本店に移している。この直後には丸物創業者の長男・中林仁良が取締役から降りたため、経営陣から丸物創業者一族がいなくなり、近畿日本鉄道のカラーが強まることとなった。

### リストラの実施
最古の店舗となった京都店は業態転換後も売り上げの改善が果たせず、2007年2月28日に閉鎖となった。渡辺節設計の文化財級名建築であった建物は2007年秋に取り壊されており、跡地にヨドバシカメラマルチメディア京都が2010年11月5日に出店した。2012年（平成24年）2月29日には枚方店も閉店し、丸物時代から営業していた近鉄百貨店の店舗はすべて閉店した。また、2013年には別会社の近鉄松下百貨店、2014年には桃山店も閉店し、店舗の集約を図った。
一方、2009年3月1日に和歌山近鉄百貨店と中部近鉄百貨店を合併し、前者から和歌山店、後者から草津店、四日市店、名古屋店（近鉄パッセ）を直営店とした。これらと近鉄松下百貨店の閉店によって、近鉄グループで百貨店を運営する企業は当社のみとなった。
また、経費節減策の一環として、2011年8月10日にエイチ・ツー・オー リテイリング（阪急阪神百貨店の親会社）と次世代情報システムの構築で提携することを発表した。しかし、2018年にこの提携は解消している。

### 本店の建て替え
支店からの撤退を進めた一方、阿倍野本店では梅田や難波での商業施設の増床に対抗を図った。本館の西側（旧館）部分を改築して、あべのハルカスを建設し、2014年2月22日に「あべのハルカス 近鉄本店」として、日本最大級の店舗として全館開業した。
また上本町店も、隣接の再開発ビル上本町YUFURAの開業に合わせて、一度全館改装が行われた。その後も都心回帰による若年層の人口増加など環境変化を踏まえ、テナントの誘致や食品フロアなどの改装を継続している。

### 新たな店舗づくり
大阪都心の2店舗に対し、地方・郊外の店舗でも新たな取り組みを実施している。2018年より、地域共創型の百貨店として、地域商社事業と称した取り組みを開始。既に存在する和歌山店「紀州路」に続き、奈良店地階の「大和路ショップ」、四日市店「伊勢路テラス」、草津店「近江路」の名称で地域産品を集めたコーナーを食品フロアに設けている。もともとの地元名産品に加え、当社と地元生産者の協力で開発した新商品も販売することで地域の活性化や百貨店の新たな役割づくりを目指している。
百貨店のうち、東大阪店、生駒店、草津店、近鉄パッセ（名古屋店）については専門店の比率が高いため、ほかの商業施設と同じ「商業開発本部」が担当していたが、2021年5月28日の組織改正からは上本町店、橿原店についても同本部の運営に移管した。これにより、複合商業施設としてタウンセンター化を図り、専門店中心のローコストな運営体制となった。本店、奈良店、和歌山店、四日市店については専門店の導入を行いつつも百貨店中心の営業形態を続けているが、2023年（令和5年）5月25日付で本社直轄として改革促進を図っている。
2021年には大阪・関西万博の機運醸成を目的とする公募で「公式ロゴマークを使用した商品を企画、販売する事業者」へ選出され、公益社団法人2025年日本国際博覧会協会とライセンス契約を締結した。9月16日からは近鉄百貨店インターネットショップ・あべのハルカス近鉄本店に常設店舗を設置し、10月6日からは上本町店、奈良店、橿原店、和歌山店、四日市店でも販売を開始している。2022年6月ごろまで販売を行う予定となっている。
2022年春からは、あべのハルカス近鉄本店を順次改装し、百貨店の主力商品であったものの売り上げが低迷している衣料品売場を3割減らしている。空いた売場を活かして衣食住が混在したフロアを作り、消費者に全館を回遊させる店づくりによって従来の店舗構成からの脱却を目指している。ほかの9店舗についても25年2月期までにすべて同様に改装し、衣料品の売場を減らす予定である。

## 沿革

### 合併前
- 1919年（大正8年）3月11日 - 「京都物産館」商号登記
- 1920年（大正9年）
  - 1月1日 - 京都物産館が京都駅前で創業（のちの近鉄百貨店京都店）。
  - 2月6日 - 合名会社京都物産館設立。
- 1926年（大正15年） - 大阪電気軌道（大軌・後の近鉄の直系母体）が上本町の大軌ビルディング内に直営食堂開業。同地下から3階まで三笠屋百貨店が開店[14]。
- 1930年（昭和5年）
- 4月29日 - 合名会社京都物産館が岐阜市に支店を開設。
- 6月1日 - 合名会社京都物産館が岐阜市柳ヶ瀬に本格的な支店を開店。
- 1931年（昭和6年）9月21日  - 「合名会社京都物産館」を「合名会社丸物」に商号変更。
- 1934年（昭和9年）
  - 9月28日 - 「合名会社丸物」を「株式会社丸物」に改組（資本金150万円）。
  - 10月1日 - 株式会社丸物としての営業を開始（丸物・京都近鉄百貨店の創立記念日）。
- 1934年（昭和9年） - 大阪鉄道（大鉄・現在の近鉄南大阪線などの当時の運営会社）、株式会社大鉄百貨店を創立。
- 1936年（昭和11年）9月 - 大軌百貨店全館開業（上本町） 。
- 1937年（昭和12年）11月 - 大鉄百貨店全館開業（阿倍野橋、現在のあべのハルカス近鉄本店）。
- 1941年（昭和16年）3月 - 大阪電気軌道、参宮急行電鉄[注 9]を合併し、関西急行鉄道（関急）に社名変更。大軌百貨店は関急百貨店に改称。
- 1944年（昭和19年）
  - 4月1日 - 関西急行鉄道は大阪鉄道を合併。大鉄百貨店は関急百貨店阿倍野店、関急百貨店は関急百貨店上本町店として再発足。
  - 6月1日 - 関西急行鉄道と南海鉄道（南海。1947年（昭和22年）に再度分離して現在の南海電気鉄道となる）が合併して近畿日本鉄道（近畿日本）が発足[注 10]。百貨店は「近畿日本鉄道上本町百貨店」と「近畿日本鉄道阿倍野百貨店」に名称変更[15]。
- 1945年（昭和20年）
  - 3月14日 - 空襲により阿倍野店罹災、地階食料品売場のみ残る。
  - 3月20日 - 本社を上本町7丁目2番地に移転。
  - 12月10日 - 阿倍野店復旧工事に着手。
- 1948年（昭和23年）
  - 7月18日 - 上本町駅 - 宇治山田駅間の近鉄特急で土産、弁当などの車内販売を実施。
  - 8月1日 - 「近鉄百貨店上本町店」・「近鉄百貨店阿倍野店」と店名を変更[注 11]。
- 1949年（昭和24年）7月 - 株式会社丸物が大阪証券取引所第1部に上場。
- 1950年（昭和25年）
  - 5月16日 - 阿倍野店屋上に飛行塔「近鉄パーク」開業。
  - 5月17日 - 上本町店1階売店開業。
  - 7月25日 - 阿倍野店1階にドラッグストア開業。
  - 8月1日 - 阿倍野店にランチルーム開業。
  - 12月10日 - 阿倍野店の暖房復活。
- 1951年（昭和26年）
  - 3月10日 - 上本町店1階売店をドラッグストアに業態転換。
  - 6月5日 - 阿倍野店1階に近鉄スタンドを開業。
- 1960年（昭和35年）9月 - 別府近鉄会館開業。
- 1961年（昭和36年）7月1日 - 「別府近鉄会館」を「別府近鉄百貨店」に変更。
- 1965年（昭和40年）4月 - 阿倍野店の第2次増築工事が完了。
- 1966年（昭和41年）4月 - 株式会社丸物が近畿日本鉄道の資本参加を受ける[16]。
- 1968年（昭和43年）12月10日 - 株式会社ダイヤモンドシティと株式会社近畿日本鉄道の共同出資で、「株式会社ダイヤモンドファミリー」設立。
- 1969年（昭和44年）11月23日 - 上本町ターミナル整備の一環として上本町店新館1号館の増築を実施、23450m2に。
- 1971年（昭和46年）
  - 4月10日 - 株式会社三越との業務提携に関する覚書を締結。
  - 6月9日 - 千代田区神田松永町の東京近鉄ビルに東京連絡所を開設。
- 1972年（昭和47年）
  - 3月14日 - 「奈良ファミリー」に奈良店を開業。
  - 4月4日 -「株式会社近鉄百貨店」設立総会（会長：佐伯勇、社長：檜原敏郎）
  - 4月5日 - 「株式会社近鉄百貨店」（近畿日本鉄道単独出資）、「株式会社東京近鉄百貨店」（三越と共同出資）設立。
  - 6月1日 - 「株式会社近鉄百貨店」として分離独立。
    - 取締役阿倍野店長担当：佐藤恕、上本町店長：橋本喜典
    - 会社の正式名称「近鉄百貨店」、各店名「近鉄アベノ店またはアベノ近鉄」「近鉄上本町店または上本町近鉄」「近鉄奈良店または奈良近鉄」
- 1973年（昭和48年）6月15日 - 上本町店新館2号館開業、38252m２で現在の営業面積となる。
- 1974年（昭和49年）5月11日 - 東京近鉄百貨店開業（武蔵野市の中央本線吉祥寺駅前）。
- 1977年（昭和52年）5月28日 - 「株式会社丸物」を「株式会社京都近鉄百貨店」に商号変更。
- 1978年（昭和53年）10月5日 - 東大阪店開業。
- 1982年（昭和57年）11月15日 - 西京都店開業（京都ファミリー内）。
- 1983年（昭和58年）3月1日 - (株)近鉄百貨店が(株)東京近鉄百貨店を吸収合併。
- 1986年（昭和61年）4月25日 - 橿原店開業。
- 1988年（昭和63年）11月11日 - 阿倍野店増床。CIを導入しレイ吉村による新ロゴを導入、青を基調に「I」を緑または黄色として右上がりに配置し未来への成長を表した[17]。
- 1991年（平成3年）
  - 3月1日 - (株)近鉄百貨店が(株)別府近鉄百貨店を吸収合併。
  - 1991年（平成3年）4月12日 - 桜井店開業。
- 1994年（平成6年）
  - 3月31日 - 桜井店閉店。
  - 8月31日 - 別府店閉店。
- 1995年（平成7年）
  - 2月28日 - 西京都店閉店。
  - 3月 - 京都近鉄百貨店京都店が大規模に増床オープン。
    - 1997年に予定されていたJR京都伊勢丹を迎え撃つための措置であった。
- 1996年（平成8年）11月26日 - 桃山店開業。
- 1997年（平成9年）
  - 3月19日 - 生駒店開業。
  - 9月5日 - 草津近鉄百貨店開業。
- 1998年（平成10年）
  - 9月1日 - (株)近鉄百貨店が(株)枚方近鉄百貨店を吸収合併。
  - 9月19日 - 桔梗が丘近鉄百貨店開業。
  - デパートでの「将棋まつり」の開催により、日本将棋連盟から第5回大山康晴賞を受賞した。
- 1999年（平成11年）9月30日 - 京都近鉄百貨店岐阜店（通称：岐阜近鉄百貨店）が閉店。
- 2000年（平成12年）
  - 3月25日 - 京都近鉄百貨店京都店全面改装。「プラッツ近鉄」として開業。
  - 7月28日 - 京都近鉄百貨店岐阜店の跡地を中日新聞社に売却すると決定。
  - 9月1日 - 本店南側にHOOP開業（近鉄百貨店運営）。
  - 9月1日 - 近鉄商業開発を京都近鉄百貨店が吸収合併。
- 2001年（平成13年）2月20日 - 東京店閉店[注 12]。

### 近鉄百貨店・京都近鉄百貨店合併後
- 2001年（平成13年）
  - 2月28日 - (株)京都近鉄百貨店が(株)近鉄百貨店を吸収合併し「株式会社近鉄百貨店」に商号変更。
  - 3月1日 - 京都証券取引所廃止に伴い、大阪証券取引所のみの上場となる。
  - 6月28日 - 子会社の柳ヶ瀬ビルが岐阜地方裁判所に破産を申し立てる
  - 7月：柳ヶ瀬ビルに入居していたファッションビル「イマージュ」閉鎖。岐阜での事業が終焉
  - 9月末：中日新聞社に岐阜店跡地を明け渡す
- 2005年（平成17年）
  - 6月 - 近鉄モータース株式をクインランドに売却。
  - 7月29日 - 京都店の土地・建物をヨドバシカメラに売却。店舗は2007年（平成19年）2月末までの営業となった。
  - 8月25日 - 旧別府店の敷地を県内業者に売却。跡地に高層複合マンション建設予定。
- 2006年（平成18年）
  - 7月31日 - 旧東京店の土地・建物を投資会社に売却。
  - 12月30日 - 三重県の三交百貨店がこの日で閉店。営業権の一部を譲り受けた。
- 2007年（平成19年）2月28日 - 京都店を閉店。なお京都店の建物は解体され、跡地に建設される新ビルにヨドバシカメラが出店することとなった。
- 2008年（平成20年）
  - 3月頃 - 旧京都店の建物の解体が終了。
    - これ以降ヨドバシカメラのビルへ建て替えられ、2010年11月5日に京都ヨドバシが開店。

  - 9月9日 - HOOP南側にand開業。
- 2009年（平成21年）
  - 3月1日 - (株)中部近鉄百貨店（持分法適用会社）と(株)和歌山近鉄百貨店（近畿日本鉄道完全子会社＝兄弟会社に相当）を吸収合併し、四日市、名古屋、草津、和歌山の4店舗を直営化。
  - 3月19日 - 阿倍野本店の本館西側（旧館）部分を建て替えのため閉鎖[18]。翌3月20日より、本館の東側（1988年に増床した新館（現：ウイング館））部分のみでの営業を開始（2014年の建て替え完成（あべのハルカス開業）まで）。
  - 11月20日 - 大阪市住之江区咲洲（南港）のアジア太平洋トレードセンター（ATC）のITM棟に、2010年2月末までの期間限定店舗「近鉄百貨店ショップATC」を開設。
- 2010年（平成22年）8月26日 - 上本町店の全館リニューアルが完成。同店南側に「上本町YUFURA」が開業。
- 2011年（平成23年）8月10日 - エイチ・ツー・オーリテイリング（阪急阪神百貨店）との間で、情報システムの共同開発に関する提携を発表[8]。
- 2012年（平成24年）
  - 2月29日 - 枚方店を閉店[19]。
  - 3月3日 - 旧桔梗が丘店が、直営面積縮小・業態転換により「近鉄百貨店ショップ桔梗が丘」として新装開店[19]。
  - 3月29日 - 子会社の書籍販売業「ビッグウィル」の株式の大半をジュンク堂書店に譲渡。
- 2013年（平成25年）
  - 6月13日 - 阿倍野本店のうち、あべのハルカス・タワー館（地上14階〜地下2階）部分が先行開業（ウイング館の一部（9階催会場など）を含む）。売場面積は57,000m2（タワー館（西側：50,000m2）とウイング館（東側：7,000m2）の合計）。同日より店名を「あべのハルカス近鉄本店」に改称。あわせて包装紙・ショッピングバッグのデザインを変更。
  - 7月16日 - 大阪証券取引所と東京証券取引所との現物株市場統合に伴い、東京証券取引所市場第一部に上場。
  - 10月10日 - あべのハルカス 近鉄本店の第2期分（ウイング館の4階の一部〜8階部分）が開業。売場面積は77,000m2（タワー館（西側：57,000m2）とウイング館（東側：20,000m2）の合計）。
- 2014年（平成26年）
  - 2月22日 - あべのハルカス 近鉄本店が全館開業（ウイング館の地下2階〜4階の残り部分の開業）。売場面積は100,000m2（タワー館（西側：57,000m2）とウイング館（東側：43,000m2）の合計）。
  - 3月7日 - あべのハルカスがグランドオープン（オフィスフロア・大阪マリオット都ホテル・あべのハルカス美術館・ハルカス300（展望台）を含む）。
  - 9月30日 - 桃山店閉店。
- 2018年（平成30年）
  - 3月31日 - 近鉄百貨店ショップ桔梗が丘閉店[20]。
  - 10月 - エイチ・ツー・オーリテイリングと情報システム分野で提携解約合意書締結[8]。
- 2021年（令和3年）
  - 5月28日 - 上本町店と橿原店を百貨店事業本部から商業施設や専門店中心の百貨店を運営する商業開発本部に移管する[10]。
  - 9月16日 -大阪・関西万博関連グッズを近鉄百貨店インターネットショップ・あべのハルカス近鉄本店で販売開始。10月6日からは上本町店、奈良店、橿原店、和歌山店、四日市店でも販売し、2022年6月ごろまで販売予定[12]
- 2022年（令和4年）
  - 4月4日 - 東京証券取引所の市場区分の見直しにより、東京証券取引所の市場第一部からスタンダード市場に移行。
- 2023年（令和5年）
  - 12月25日 - ホームセンター大手のカインズとフランチャイズ契約を締結[21]。

## 現在の営業店舗
大阪府、奈良県、三重県、愛知県と近鉄沿線の関西圏を中心に、沿線外の和歌山県に和歌山店、滋賀県に草津店をそれぞれ出店している。

### あべのハルカス近鉄本店

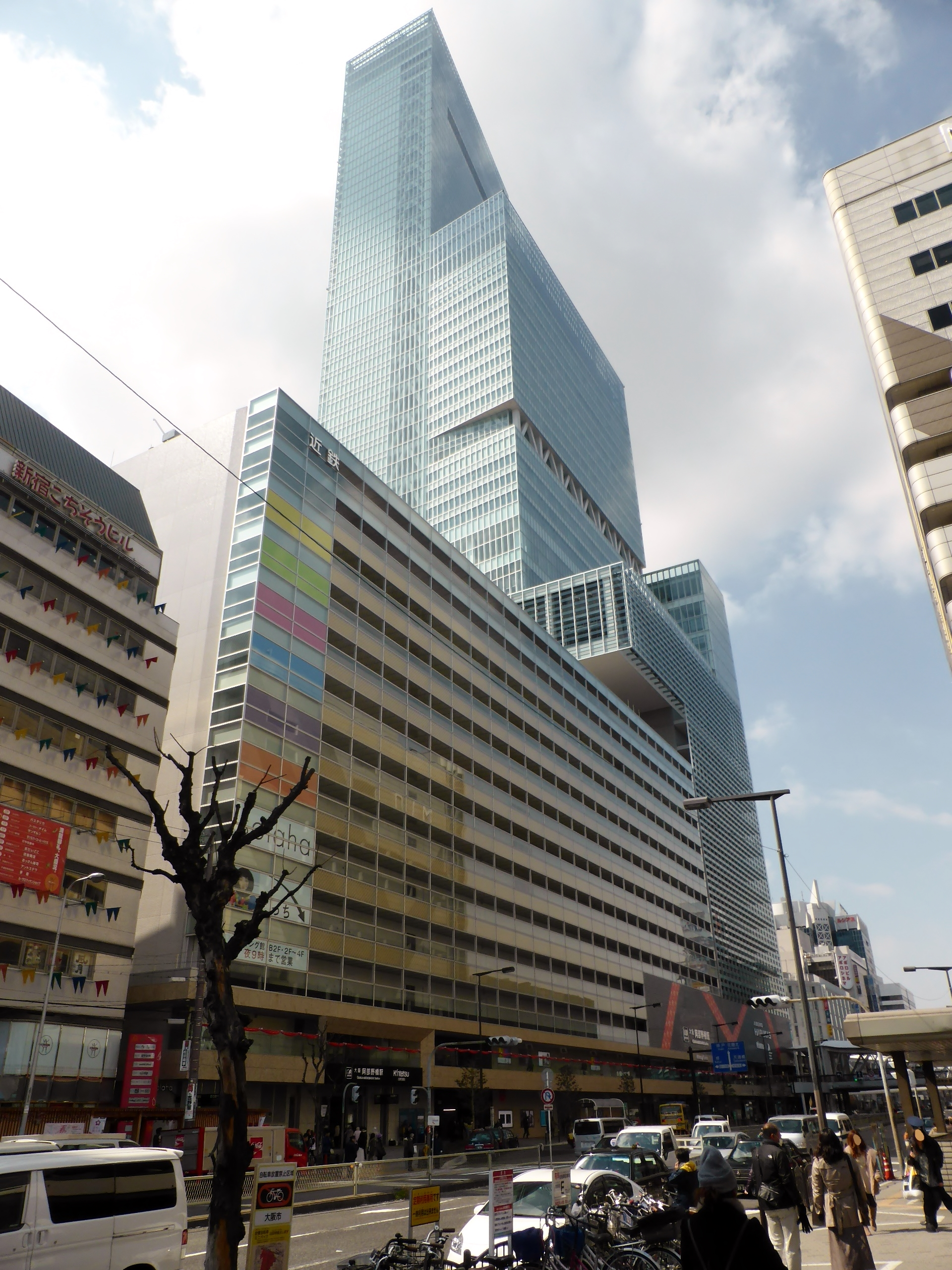
ウイング館（手前・東側）とタワー館（奥・西側）

当百貨店の本店であり、圧倒的な主力店舗となっている。高さ日本一の高層ビル「あべのハルカス」の低層階を占めるタワー館57,000 m2と、1988年に増床した部分を改装した東側のウイング館43,000 m2で構成され、売場面積も100,000 m2と百貨店では日本最大となる。それを活かし、ファッションや高級品にとどまらないフルラインナップ、そして客層を一部の年代・性別に絞らないフルターゲットの百貨店を目指しているのが特徴である。
以前は近鉄百貨店阿倍野店、まれに近鉄百貨店阿倍野本店と呼ばれていたが、2013年（平成25年）6月13日から「タワー館（あべのハルカスの低層階（西側）部分（地上14階 - 地下2階））」の先行開業（第1期分オープン）現在の名称に統一された。

### 上本町店

#### 歴史
大阪電気軌道（大軌）の駅ビル・本社ビル「大軌ビル」が大正時代に建設された際、直営百貨店を開く構想があったが実現せず、外部テナントとして「三笠屋百貨店」を誘致した。三笠屋は一説によると阪急うめだ本店よりも先にできたターミナルデパートともいわれるが、実態は少し大きな商店に過ぎなかった。
このため、本社ビル中心に使うのではもったいないという声が上がり、ビルを改装して百貨店を開くことになった。そして、大軌直営の「大軌百貨店」を開いた。
第二次世界大戦中の大阪大空襲で阿倍野店が天王寺付近で唯一燃えたのに対し、上本町店は周囲で唯一燃え残ったため、百貨店と近鉄本社はこちらで業務を行うことになった。

#### 現況
近鉄難波駅（現在の大阪難波駅）まで難波線が延伸するなど環境の変化もあり、現在は文教地区に立地する商業施設として性格を変えつつある。訪日客が多く、年間売上高1000億円を超える本店に対し、上本町店は地元客が多い売上高240億円強（2018年度）の中型店である。Osaka Metro谷町線で本店まではたった2駅であるが、大阪市内の百貨店としては足元商圏の顧客や50歳代以上の顧客が多く、本店とはターゲット層が異なるのが特徴である。
近年は高層マンションが近隣に立ち並び、30～40歳代の住民が増加している。そのため、既存の比較的高齢な客に限らず、新規顧客を取り込むため、幾度かの改装を繰り返している。 2016年春には約2億6千万円をかけて、子供服売場、スポーツ用品売場、婦人洋品売場について大型専門店を新規導入するほか、地下2階に富澤商店やゴディバを入居させるなどデパ地下の強化も実施。大規模なリニューアル効果もあり、売上高は2017年6月より9か月連続で前年を上回って推移した。2018年度も引き続き改装を実施し、特に次世代顧客の取り込みを目的に専門店（「ニトリ」の小型店舗「ニトリEXPRESS」）の導入や食料品売場の改装を実施するなど店舗のリニューアルが続けられている。2023年（令和5年）4月26日、「プラグスマーケット」が当店にも導入された。

2021年5月28日の組織改正では橿原店とともに「百貨店事業本部」から「商業開発本部」に移管され、ローコストな専門店中心の運営体制へのシフトを図る。
また、親会社の近鉄グループホールディングスでは将来的には周囲も含めた再開発も検討している。

### 奈良店
- 奈良市西大寺東町、大和西大寺駅前、ならファミリー内 売場面積30,289 m2

### 橿原店
橿原市の代表駅であり、最も利用客の多い大和八木駅の駅前に1986年（昭和61年）4月25日開業した。大和八木駅の北口から地下通路で当店の地下1階(デパ地下)へ連絡している。
開業時は京阪百貨店守口店（1985年10月12日開業）や西武百貨店つかしん店（1985年9月27日 - 2004年5月9日、現在のグンゼタウンセンター つかしん）と並んで、都心への消費流出に挑戦する郊外型百貨店として業界の注目を受けていた。また、奈良店が大規模増床前で奈良そごう（現在のミ・ナーラ）も開業していなかったため、奈良県内で営業面積・売上高ともに最大の百貨店であった。
2021年5月28日の組織改正では上本町店とともに「百貨店事業本部」から「商業開発本部」に移管され、ローコストな専門店中心の運営体制へのシフトを図る。

### 生駒店
- 生駒市谷田町、生駒駅前直結 売場面積18,000 m2
- 商業開発本部が運営し、専門店を多数導入している。
- 「生駒近鉄」または略して「いこきん」の愛称で親しまれる。

### 東大阪店
東大阪市の中心駅である布施駅の高架下で1階の1フロアのみ展開している。以前は全館直営であったが、2007年（平成15年）6月に専門店を多数導入して、アパレルショップやドラッグストアなどが入居する「カジュアル・スポット Fusse(フッセ)」を設けたため、食品・ギフトセンター・商品券売場のみが直営売場となった。
2019年（平成31年）3月7日には2007年6月以来11年ぶりに改装して、リフレッシュオープンした。食品売場には新たに3ショップが登場。10ショップがリフレッシュオープンし、人気のスイーツショップや日常の買い物に便利な売場を充実させた。また、照明をLED電球に更新し、明るく買い物しやすい店に生まれ変わっている。当店は商業開発本部が運営しており、専門店の導入を積極的に行っている。
なお、宝塚阪急など大阪府と兵庫県には同様に鉄道駅の高架下に1～2フロアで入居する百貨店が存在する。その中では当店が最も先に開業しており、ほかの店舗はすべて平成期の開業である。

### 和歌山店
- 和歌山県和歌山市友田町、JR和歌山駅前 和歌山ターミナルビル 売場面積32,400 m2。
2009年2月28日まで、旧和歌山近鉄百貨店の店舗だった。大丸、丸正、高島屋といったライバル百貨店が次々撤退し、現在は和歌山県内唯一の百貨店となっている。県内の岩出市にギフトショップ「ショップ岩出」を営業。

### 四日市店
- 三重県四日市市諏訪栄町、近鉄四日市駅ビル 売場面積32,016 m2。県都・津の津松菱を上回り、三重県内最大の規模を誇る百貨店。2009年2月28日まで、中部近鉄百貨店の中心的店舗でもあった。

### 草津店
1997年（平成9年）9月に滋賀県草津市のJR草津駅前へ開業した。
京都店と岐阜店の間に立地することを理由として、京都近鉄百貨店（旧・丸物）が出店予定だったが、近鉄百貨店・近鉄不動産も出資する草津近鉄百貨店による運営となった。開業後も京都近鉄百貨店と連携を図り、京都店・岐阜店とは合同で社員研修を行うなど密接な関係にあった。草津近鉄百貨店はいったん中部近鉄百貨店との合併を経て、2009年（平成21年）3月1日 に近鉄百貨店の直営店となっている。
商業開発本部が運営して「成城石井」などのフランチャイズ方式での展開、「TSUTAYA BOOKSTORE」などの専門店の導入を積極的に行うほか、ハンズや滋賀県との連携で地域共創型百貨店を目指している。
県内のショッピングモールや京都市内の百貨店との競合は厳しいものの、県内で2番目に乗降客が多い草津駅前に立地することもあり、西武大津店よりも売上は多かった。そして、西武大津店は2020年8月31日に閉店したため、当店が滋賀県内唯一の百貨店となっている。

### 名古屋店（近鉄パッセ）
- 愛知県名古屋市中村区名駅、近鉄名古屋駅ビル 売場面積8,929 m2
旧・近鉄東海ストアで、2009年2月28日までは旧中部近鉄百貨店の店舗だった。1999年から若年層向け専門店ビル「近鉄パッセ」として営業しており、商業開発本部の管轄。

### 商業施設
商業開発本部が運営を行う。詳細は各個別項目を参考。
- Hoop（近鉄百貨店阿倍野本店別館）： 大阪市阿倍野区阿倍野筋 営業面積14,825m2 あべのハルカス近鉄本店南側
- and（近鉄百貨店阿倍野本店新館）： 大阪市阿倍野区阿倍野筋 営業面積14,000m2 Hoop南側
- 上本町YUFURA：大阪市天王寺区上本町 営業面積8,275m2 上本町店南側（旧近鉄劇場）

## 過去に存在した店舗
近鉄百貨店をもともと経営していた近畿日本鉄道やそのグループ企業が各地に展開しており、近鉄百貨店自身も近鉄沿線に加えて東京（武蔵野市吉祥寺）や九州でも営業していた時期もあった。これとは別に丸物・京都近鉄百貨店も京都店を本店として東は東京（池袋）、西は九州（八幡）まで店舗を広げていた。ほとんどの店舗が2010年代前半までに整理されており、近鉄沿線以外に立地する近鉄百貨店は和歌山店と草津店のみとなっている。

### 東京店
1974年（昭和49年）5月11日、近鉄流通グループの首都圏1号店として、東京近鉄百貨店が開業した。関東地方唯一の近鉄百貨店として近畿地方出身者などに親しまれており、吉祥寺に立地するため、吉祥寺近鉄とも呼ばれていた。
吉祥寺駅周辺は、1955年開店の緑屋吉祥寺店、1971年11月10日開店の伊勢丹吉祥寺店（2010年3月14日閉店→現在のコピス吉祥寺）が立地し、当店開業の1か月後の6月20日には吉祥寺名店会館の跡地に東急百貨店吉祥寺店（テナントビル化を図って現存）が開店するほか、小規模な商店も多数立地する商業激戦区だった。
建物は文教都市の武蔵野市にふさわしく、シックな色調を取り入れた。工業デザイナーの泉真也がデザインしたアーチ、1階広場中央には小畠廣志制作のブロンド像「ユニコーン」、8階から屋上への吹き抜けのガラスドームの小鳥の楽園が設けられた。屋上は富士山が遠望でき、緑で埋め尽くされた屋上公園、木々に囲まれた流れる滝、アトラクション会場の「森の劇場」などを設置した。このように店舗全体にアミューズメント要素を持たせ、ファミリー層が楽しめる施設を目指した。
運営は1972年（昭和47年）4月5日に近鉄グループと三越が共同出資で設立し、岡田茂 (三越)など三越側も役員に名を連ねる株式会社東京近鉄百貨店が行っていた。しかし、開業当初の業績不振から、1976年（昭和51年）4月には三越からの出資や役員は引き上げて大衆化を図り、債務超過を解消するために資本金を4億円から8億円に増資した。1977年（昭和52年）3月には資本金を16億円とさらに増資し、1・2・3階の大規模な改装を行い、32のショップを設けた。その後、残りの階も改装し、8階には劇場も設けた。1982年2月期に経常黒字に転換したこともあり、1983年に直営化して近鉄百貨店東京店に改称している。
しかし、実際の来店客は中高年層に偏っていた。来店客層の若返りを促すため、1987年末から20代～30代の未婚女性を狙った改装を行い、地下1階から地上7階の各階に新ブランドを導入した。
1990年代に赤字転落して以降も、比較的若い世代を狙った改装を行った。しかし、1996年（平成8年）に新宿貨物駅跡地（渋谷区）にタカシマヤタイムズスクエア（髙島屋新宿店）が開業したため業績がさらに悪化した。情報拠点として赤字でも残す方針だったが、京都近鉄百貨店との合併による上場後は赤字店が維持できないとして、社内での激論の末、2001年（平成13年）2月20日の閉鎖に至った。当時の社長・田中太郎によると、マーケットを見誤って中型店となってしまい、（最後に残る東急百貨店吉祥寺店のような）30000平方メートルを上回る大型店ではなかったことも要因とされる。また、当店の裏は風俗店などが立地する近鉄裏として一時有名だったが、地元住民は図書館の誘致などを行って、拡大に歯止めをかけた。
閉鎖後は当社から三越（地下1階 - 地上2階）とIDC大塚家具（地上3階以上）に貸していたものの、投資ファンドへ建物を売却して閉店した。2007年6月に外観を改装したうえでヨドバシカメラマルチメディア吉祥寺が出店している。

#### 開業時のフロア構成
| 階      | フロア概要                             |
| ------- | -------------------------------------- |
| 屋上    | 森の劇場と小鳥の楽園                   |
| 8階     | 味の名流食堂街                         |
| 7階     | 実用品と催し物のフロア                 |
| 6階     | リビングフロア                         |
| 5階     | リビングファッションとレジャーのフロア |
| 4階     | きものと子供服のフロア                 |
| 3階     | レディスファッションフロア             |
| 2階     | ヤングファッションフロア               |
| 1階     | ファンシーフロア                       |
| 地階    | フードフロア                           |
| 地下2階 | 森の駐車場                             |
| 地下3階 | 森の駐車場                             |

### 西京都店
京都市右京区の西院エリアで、「ダイヤモンドファミリー」の「ならファミリー」に続く2号店の京都ファミリーへ1982年（昭和57年）11月15日に開業した。ジャスコ京都西店と並ぶ核店舗であり、オープン当初は食料品や日用品を中心に売り上げを伸ばした。
1990年代に入ると消費不況に陥ったうえに、ジェイアール京都伊勢丹の開業を1997年（平成9年）に控え、大丸や髙島屋の京都店、京都近鉄百貨店京都店（当時）が増床するなど京都市内の百貨店間の競争が激しくなり、1994年2月期の売り上げは50億円と前年割れするなど当店は業績不振に陥り、閉店することになった。1995年（平成7年）3月に予定していた京都近鉄百貨店京都店の増床オープンに先立ち、同年2月28日に閉店。社員60人はほかの店舗へ転勤している。

#### 桜井店
奈良県桜井市、桜井駅前の拠点施設「エルト桜井」が1991年(平成3年)にオープンした当初、その1・2階に展開していた。地元の反対で食料品売場が設けられなかったうえ、商圏が狭いことも手伝い、1994年(平成6年)にわずか3年で撤退した。短命の小型店舗である。

#### 別府店
大分県別府市。1960年 - 1994年。別府駅前にあった。トキハ別府店開業後に経営不振のため、直営化するも、閉店。2001年に建物解体、土地は2005年に県内の不動産会社に売却された。

#### 上海店
ショッピングモール「上海商場」にテナントとして出店した小型店。

#### 桃山店
近鉄百貨店の運営するショッピングモール「MOMO」の開業に合わせ、核店舗として開業した。しかし、京都本店増床を行っていた京都近鉄のほか、近鉄百貨店も桃山出店のため出店の余裕はないと草津出店を一度断念したものの、草津店と異なり、当店は一度も黒字転換できず、閉店に至った。閉店後は住友商事が取得し、奈良店の入居する「ならファミリー」と同じ住商アーバン開発の運営する商業施設「MOMOテラス」となっている。
なお、西京都店同様、京都市内にありながら丸物・京都近鉄百貨店の開業した店舗ではない。しかし、京都店閉店からしばらくの間、同店顧客へのアフターサービスを行っていた。本店舗の閉店により京都府から近鉄百貨店の店舗および電鉄系百貨店の店舗が消滅した。

#### ショップ桔梗が丘
- 名張市桔梗が丘一番町、桔梗が丘駅前 近鉄プラザ桔梗が丘内

2012年2月末までは旧桔梗が丘店（売場面積11,706 m2）だった。近商ストア桔梗が丘店を百貨店化し、周囲のスーパーとの差別化を図った。しかし、売り上げが伸び悩んだため、2012年3月3日に直営売場面積を縮小・業態転換して新装開店した。この際、橿原店の管轄になるなどコスト削減を図ったものの、赤字転落し、ともに入居していた近商ハーベスと同時に2018年3月31日に閉店した。
跡地は「ぎゅーとら」桔梗が丘店などがオープンしたが、2020年10月31日に閉店して「近鉄プラザ桔梗が丘」自体が空き店舗となった。

### 丸物関連
近鉄百貨店の直営店となったのは京都店と枚方店のみ。岐阜店は京都近鉄百貨店時代の1999年(平成11年)に、ほかの各店は丸物時代に閉鎖・売却されている。

#### 京都店

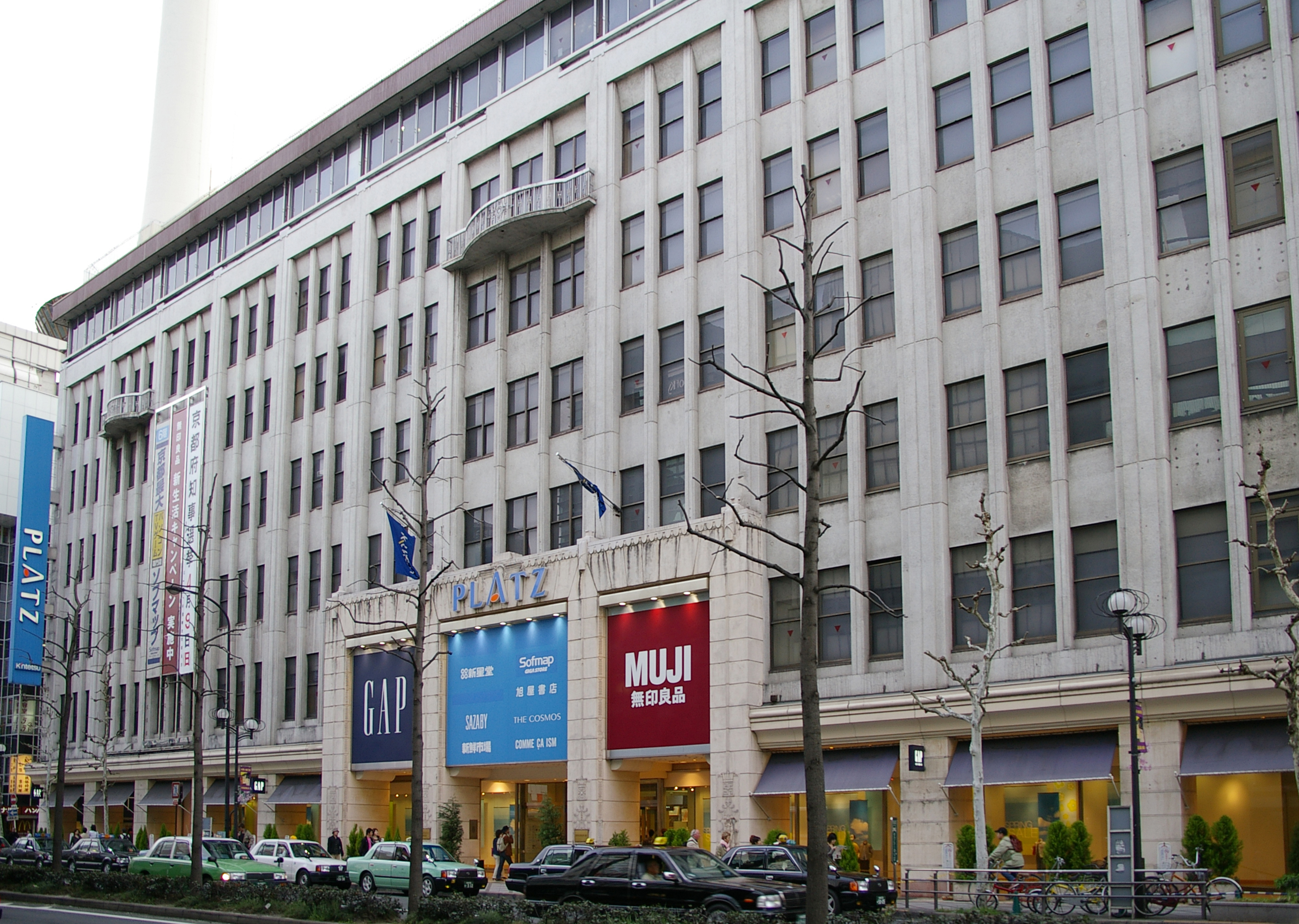
業態転換後の「プラッツ近鉄」

京都駅烏丸口、京都タワー北側に立地していた。丸物が「京都物産館」として創業した地であり、近畿日本鉄道の出資、1977年（昭和52年）の「京都近鉄百貨店」への商号変更・リブランドを経て、2001年（平成13年）2月28日付で近鉄百貨店の支店となった。
京都駅前地下街ポルタや京都アバンティの開業に対して、改装を行って若年層を当店へ呼び戻した。ジェイアール京都伊勢丹の開業への対策としては、西側への増床で営業面積を1.7倍にして、1995年（平成7年）3月4日にリニューアルオープンした。この際には市内中心部へも商圏が広がり、1996年（平成8年）2月期には年商470億円を記録した。
しかし、ジェイアール京都伊勢丹開業で京都駅の求心力が上がったにもかかわらず、当店の売り上げは急減。2000年（平成12年）3月25日には複合商業施設「プラッツ近鉄」として世界最大の無印良品など多数のテナントを誘致して業態転換を図った。一時は来店客数や売上高の回復につながったが、毎年2ケタ台の売り上げ減少を記録。2005年（平成17年）2月期の売上高は254億円にまで転落し、1994年から続いた営業赤字の累積額が約130億円に積み上がった。このため、当店は2007年（平成19年）2月28日に閉店し、京都物産館以来87年間の歴史に幕を閉じた。
その後、ヨドバシカメラが2010年（平成22年）11月5日に、当店の跡地へ複合商業施設「ヨドバシカメラマルチメディア京都」をオープンしている。
なお、ギフトショップを京都府・滋賀県各地に展開していた。#ギフトショップの項目を参考のこと。

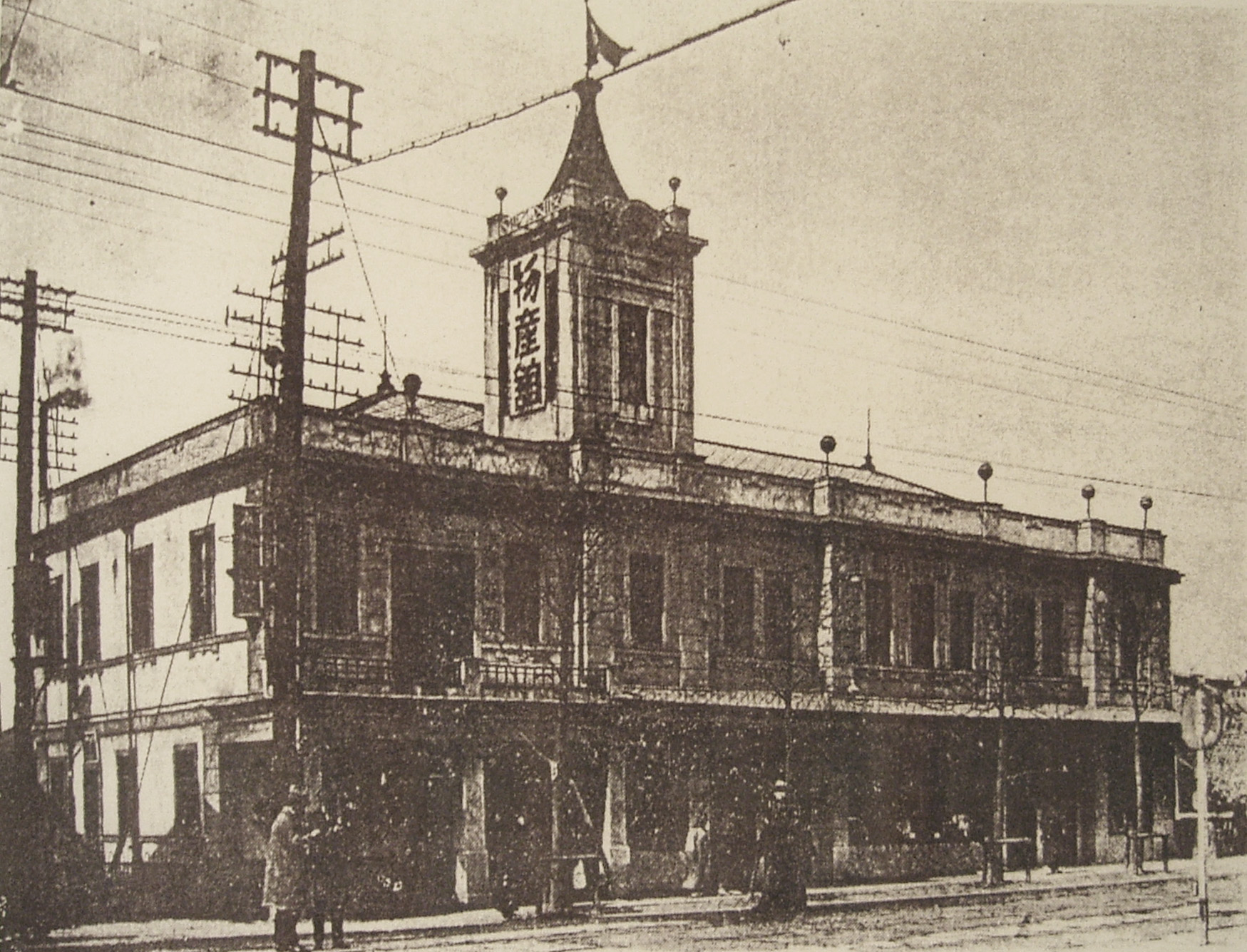
創業時の京都物産館
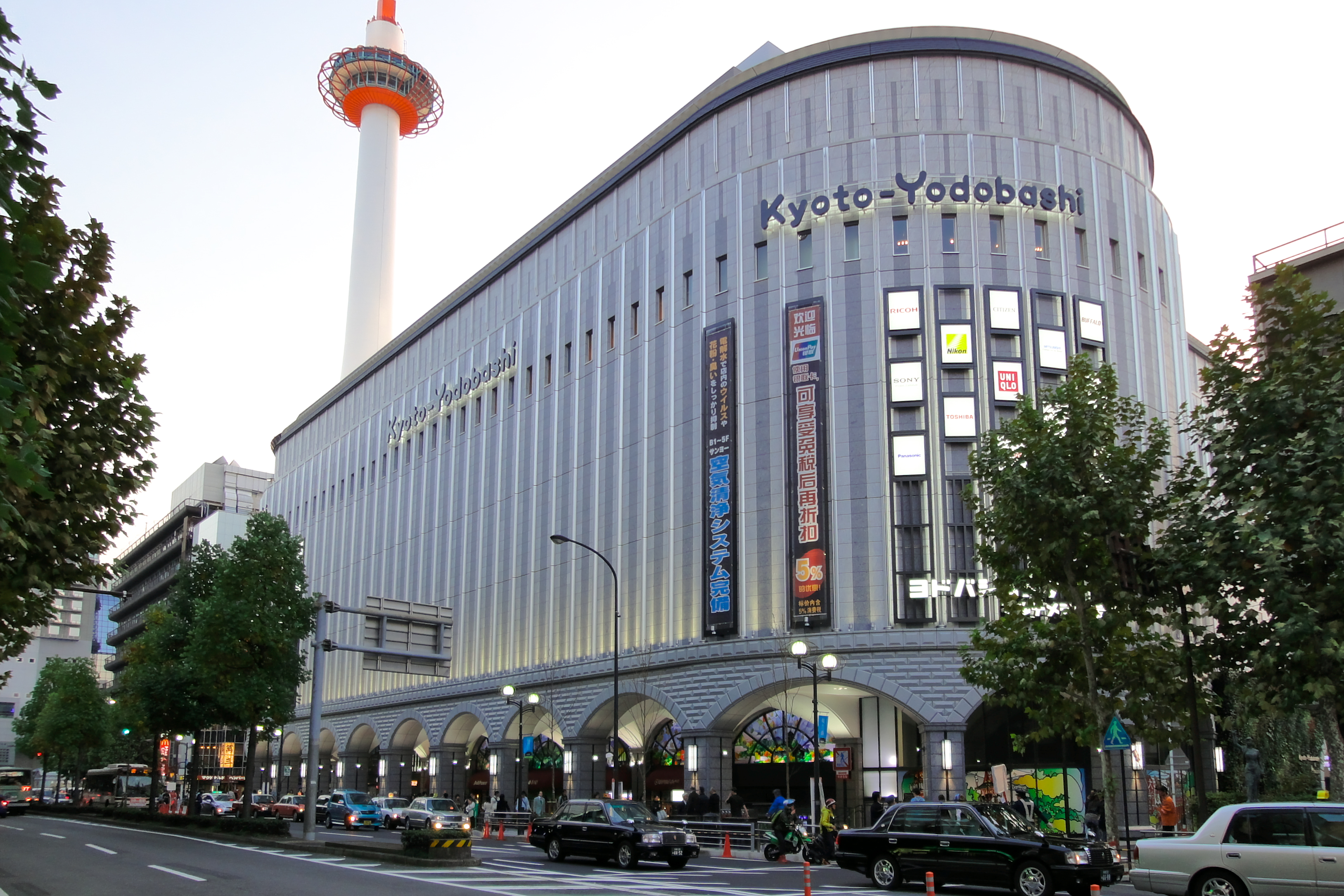
跡地に開業した京都ヨドバシ

#### 岐阜店

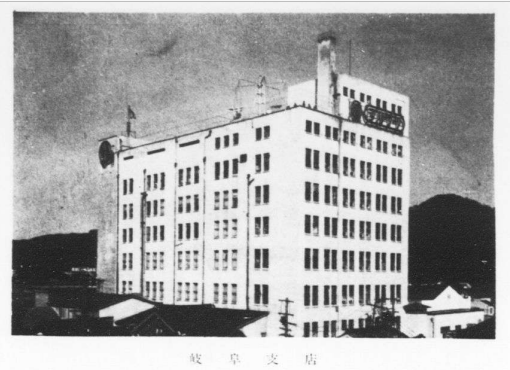
1950年代の様子

京都近鉄百貨店岐阜店が正式名称だが、多くの場合は岐阜近鉄百貨店と呼ばれていた。近鉄百貨店の直営店として営業したことはない。
京都物産館岐阜支店として開業した丸物最初の支店であり、数少ない本体直営の店舗だった。また、京都の本店と同様、京都物産館から「丸物」への改称を経て「京都近鉄百貨店」への改称までずっと営業を続けていた。
長年、岐阜最大の繁華街である柳ヶ瀬の中核店舗として親しまれたが、柳ヶ瀬西部の再開発で1977年（昭和52年）9月に岐阜髙島屋が進出して競争が激化した。当店は同年に京都近鉄百貨店岐阜店と改称し、専門店街「近鉄アミコ」を柳ヶ瀬ビル（現在のオアシス柳ヶ瀬ビル）へ建設するなど対抗策を講じると、1991年（平成3年）には売上高のピークを迎えた。しかし、既にこの前年の1990年（平成2年）2月期にはアピタ・ジャスコなどの郊外進出に伴って赤字転落。1999年（平成11年）3月期には年商110億7900万円にまで売上が低下し、岐阜駅前への移転構想も実現せずに1999年9月30日に閉店に追い込まれた。その後も、パルコ、名鉄グループの新岐阜百貨店やメルサといった大型店舗の多くが撤退し、当店周辺を走っていた路面電車の名鉄岐阜市内線・美濃町線も2005年(平成17年)4月1日付で廃止されるなど、岐阜市内中心部の空洞化が進行している。
解体された当店の壁面から1945年（昭和20年）の岐阜空襲による煤けた跡が見つかり、その部分を岐阜市平和資料室で保存している。

#### 枚方店

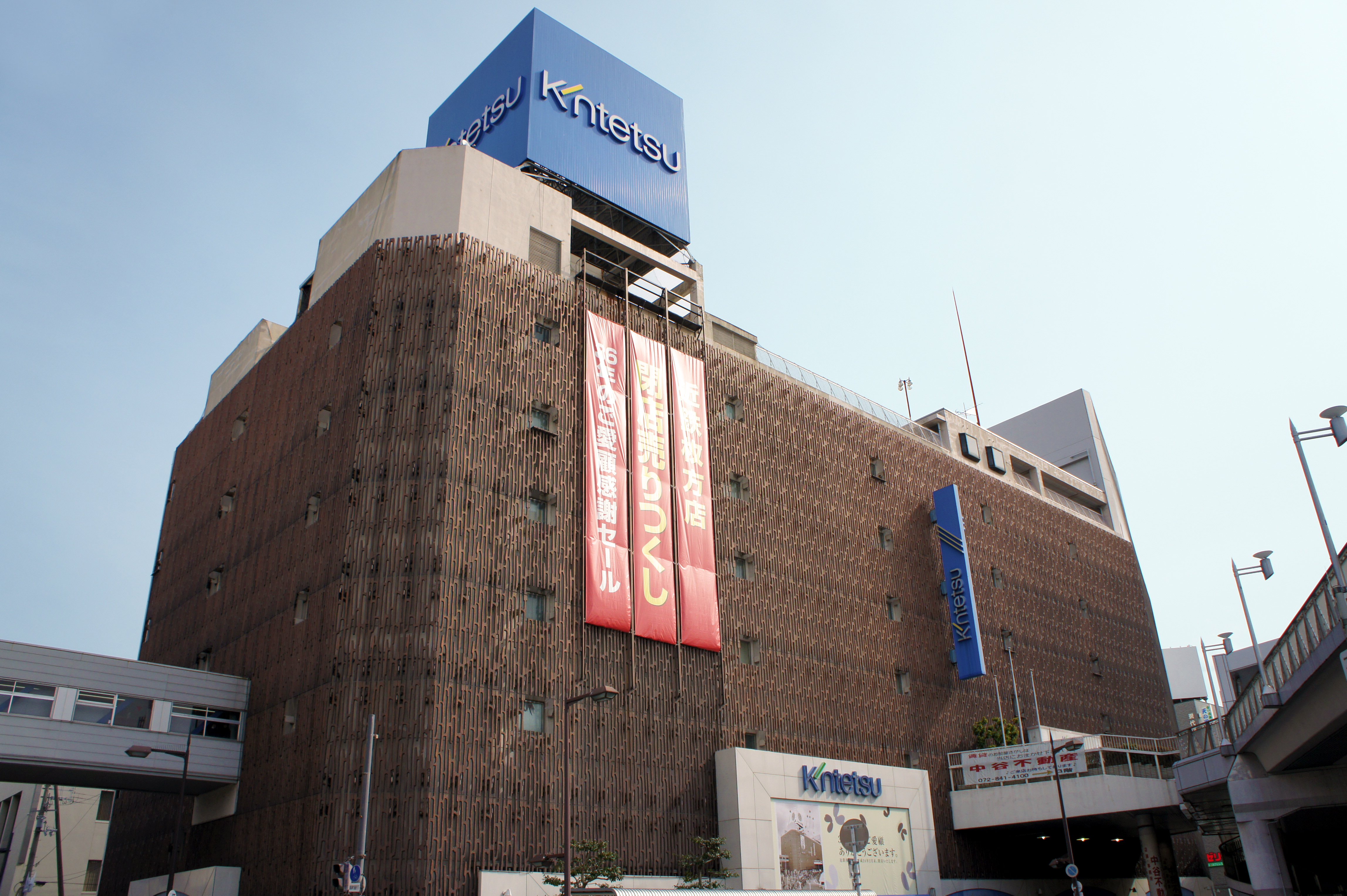
閉店セール中の枚方店

枚方市岡東町。京阪本線枚方市駅前。1975年（昭和50年）4月1日開業 - 2012年2月29日閉店。
近鉄百貨店、丸物と近畿日本鉄道の共同出資で会社が設立されている。近鉄傘下となってから唯一開業した丸物の店舗で、最後の新店舗でもある。当初から近鉄色が強かったが、開業から2年足らずで「ひらかた丸物」から「枚方近鉄百貨店」に改称した。このため、丸物の名称を使用した期間は一番短い店舗となった。跡地はカルチュア・コンビニエンス・クラブにより「枚方T-SITE」として再開発。

#### 近鉄百貨店にならなかった店舗
東京（池袋）、豊橋、八幡については近畿日本鉄道が丸物に出資した1966年（昭和41年）4月以降に順次閉鎖、近鉄グループ外部への売却を行った。多くの店舗がそごうなどのように別法人であった。
- 新宿丸物：1954年 - 1965年。跡地には伊勢丹新宿店新館（メンズ館）が建つ。
- 東京丸物（東京都豊島区南池袋、国鉄池袋駅ビル）：1958年 - 1969年。建物は池袋パルコ本館、法人は西武百貨店傘下(セゾングループ)へ移り、パルコになった。
- 豊橋丸物：愛知県豊橋市駅前大通。直営の豊橋支店を1950年に分社後、1973年に丸物から西武百貨店へ経営移管されて豊橋西武となった。2003年閉鎖。
- 大垣支店：岐阜県大垣市に1946年開業。名鉄グループの経営を経て、大垣市守屋多々志美術館。
- 舞鶴支店：京都府舞鶴市引土314。1947年 - 1950年のたった3年強の短命店舗。
- 八幡丸物：福岡県北九州市八幡東区（旧八幡市中央区）。1954年に九州百貨店を買収・改称し、1964年（昭和39年）には中央町3電停前の旧店舗から西中央公団住宅内テナントエリアに移転したが、1969年に閉店。法人格は株式会社近創となっている（後述）。

そのほか名古屋・栄にあった「丸栄」、中林仁一郎の弟・谷政二郎が設立した静岡県浜松市の「松菱」、谷政二郎が引き継いだ三重県津市の「津松菱」といった百貨店も丸物の系列店として扱われていた。なお、津松菱の前身の大門百貨店は近鉄百貨店（近畿日本鉄道百貨店部）に救済を要請したことがある。

### 商業施設
- ラ・セレナ： 阿部野橋ターミナルビル新館の改装工事に伴って閉鎖。
- 近鉄ハーツ： 2010年春に閉鎖、その後2011年10月15日に、新施設ニトリモール東大阪が開業。東大阪市西岩田 近畿日本鉄道玉川工場跡、中環沿い
- 四日市スターアイランド： 2020年2月末で閉鎖。三重県四日市市諏訪栄町、近鉄四日市駅前 営業面積6,339m2 四日市店と連絡通路で直結していた。

## 出店を中止した店舗

### 岸和田店
大阪府岸和田市宮本町に出店を予定していたが、同じ場所にニチイ（現:イオンリテール）が出店したため予定は白紙になった。ニチイものちに閉店している。その後、東岸和田駅前への出店構想があったが、これも実現しなかった。

### 相模原店
神奈川県相模原市、現在のイオン橋本店近辺に位置する。JR橋本駅前市街地再開発の一環で、賃料坪単価8,000円以上（競合した近鉄の2倍の提示額。なおこの場所は地元の京王百貨店の出店が有力視されていた）でそごうはコンペを制した。だがそごうも1994年出店凍結。1997年出店断念。

### 福山店
広島県福山市、JR福山駅南西の伏見町再開発事業の一環。天満屋、西武、そごう、近鉄が競合したものの、最終的にそごうが制した。後にそごうも出店断念。なお、後に福山ロッツ→リム・ふくやまとなった旧福山そごうとは別物である。

### りんくうタウン店
1994年の関西国際空港の開業に向けて、三菱銀行、三菱商事などの三菱グループと共同でりんくうタウンの商業業務ゾーンに進出し、オフィス、ホテル、ショッピング機能を備えた複合超高層ビルの商業施設に40000m2の百貨店を出店する予定であった。続いて、近鉄百貨店が子会社の近鉄商業開発が営業する専門店街、そごうが百貨店を出す計画に変更された。しかし、景気後退と府の計画変更に伴う土地分譲価格の引き下げを巡る折り合いがつかなかったことにより、出店計画は白紙となった。

### 伊勢店
1980年から始動した宇治山田駅前周辺における再開発の一環として、1991年には出店計画がまとまった。しかし、厳しい経済情勢や地元商業者の反対等により、計画を凍結。

### 岡山店
岡山県岡山市、 岡山駅前周辺の再開発事業の一環として、現在のICOTNICOTにあたる再開発ビルに進出することが内定していたが、のちに断念し、ダイエーが進出することになった。

## 独自の売場

### 自主編集売場
- サロンドゲート - あべのハルカス近鉄本店タワー館4階、ファッション、フード、コスメが融合し、期間限定ブランド等も扱うセレクトショップ。
- 大和路 - 奈良店で奈良の産品を提案するセレクトショップ。

### フランチャイズ事業
- 神農生活 - 台湾の食雑貨セレクトショップ。あべのハルカス近鉄本店でFC運営するほか、T-SITE、丸井、ジェイアール京都伊勢丹、京阪百貨店、川西阪急、東武宇都宮百貨店などの催事にも出店している。

## プロ野球の優勝・応援セールの扱い

### 大阪近鉄バファローズ優勝セール
近畿日本鉄道が大阪近鉄バファローズのオーナーとなっていた時代、近鉄グループである同社は、同球団のパシフィック・リーグ優勝記念セールおよび日本シリーズご声援感謝セール（いわゆる残念セール）を行ってきた。2004年を最後にオリックス・ブルーウェーブとの合併により「オリックス・バファローズ」となってからは、優勝実績がなかったこともあり、優勝記念セールや、ご声援感謝セールは行われなくなっていた。

### 読売ジャイアンツ優勝セール
その一方で2008年には、同社各店（名古屋店（近鉄パッセ）・四日市店を除く）において、読売ジャイアンツのセントラル・リーグ優勝記念セールが行われた。これは、同球団の優勝記念セールの権利を所有する三越伊勢丹グループの店舗が少ない近畿地区において、それを補助するために行われている。加えて、オリックス・バファローズ発足から3年間の暫定処置としていた近鉄グループによる同球団への20%出資およびユニフォームの袖部分への「近鉄」ロゴの掲示が2007年に終了し、同球団から近鉄グループが完全に撤退したことも理由に考えられている。
また近鉄百貨店自身にも、かつては三越との間で商品券の相互利用や中元・歳暮など贈答品の共同配送などの提携関係があった。近畿地区の競合他社はどちらかといえば阪神タイガースの優勝・応援セールの方を行ってきたこともあり、近鉄百貨店が引き受けることになったともいわれている。
また近鉄球団が1990年代まで後述の監督人事や交換トレードなどで巨人フロントと相互連携を行っていたなど、友好的な関係があった過去もある。
2009年度は9月23日に巨人が3年連続でセ・リーグの優勝を決めたことで、近鉄百貨店（名古屋・四日市両店を除き、近鉄松下百貨店を含む。）としては2度目となる、「セ・リーグ優勝記念セール」が、翌9月24日から9月30日までの7日間開催された（阿倍野店のみ24日は閉店のため、翌25日から6日間の開催であった）。そして11月7日に、同球団が日本シリーズで優勝したことにより、翌8日から14日までの7日間、前述した各店舗にて、（旧近鉄バファローズ時代を含めて）同社としては初の「日本シリーズ優勝記念セール」が行われた（枚方・草津の両店舗は、12日は定休日であった）。
なお2012年度は、巨人が3年ぶりのセ・リーグ優勝、ならびに日本シリーズ優勝を決めたが、同社各店（近鉄松下百貨店を含む）では、優勝記念セールは行われなかった。そして、三越などほかの多くの小売店でも2014年を最後に読売ジャイアンツの優勝セールは行わなくなった。詳細は該当項目を参考のこと。

### オリックス・バファローズ優勝セール
その後、近鉄百貨店ではプロ野球チームの優勝セール等は行われていなかったが、2021年にオリックス・バファローズが大阪近鉄バファローズとの合併以後では初めてとなるリーグ優勝の可能性が出てきたことから、同年10月15日から初めて同球団の応援セールを各店舗およびネットショップにて実施した。その後、同月27日に同球団のパ・リーグ優勝が決定したのに伴い、優勝翌日（同月28日）から1週間（11月3日まで）にわたり優勝セールを実施した。今回も名古屋店は除かれるが、四日市店でも応援セールと優勝セールを行う。
2022年もオリックスが10月2日にリーグ2連覇を決めたことにより、優勝翌日（同月3日）から1週間（同月9日まで）にわたり前年と同じ店舗およびネットショップで優勝セールが行われた。また、同年10月30日にオリックス・近鉄合併以後のバファローズでは初の日本一を達成したことから、達成翌日（10月31日）から1週間（11月6日まで）にわたり、名古屋店を除く13店舗で「オリックス・バファローズ 日本一おめでとうセール」が行われた。
2023年もオリックスが9月20日にリーグ3連覇を決めたことにより、優勝翌日（同月21日）から7日間（同月27日まで）にわたり前年と同じ店舗並びにネットショップにて優勝セールが行われた。なお、同じ関西を営業エリアとしている阪神百貨店では阪神タイガースのセントラルリーグ優勝に伴う優勝セールも行われており、史上初めて阪神と近鉄両百貨店による優勝セールが同時期に行われることになった。一方の阪急百貨店は、同一経営の阪神百貨店との店舗ブランドごとの差別化の徹底と、オリックスの球団組織としての前身が阪急直系の球団「阪急ブレーブス」だったことへの配慮から、優勝セールを行わず「優勝おめでとう」の懸垂幕のみを掲出した。

### 中日ドラゴンズ優勝セール
上記の通り、読売ジャイアンツの優勝セールを行う店から名古屋店と四日市店が除かれていた。これは、両店舗とも中日ドラゴンズのホームテリトリー（および親会社の中日新聞社の購読エリア）という事情によるものである。両店舗では、2008年と2009年にそれぞれ「中日ドラゴンズご声援感謝セール」が行われたほか、2010年と2011年には、ドラゴンズがセ・リーグの優勝を決めたことで、両店舗では「セントラル・リーグ優勝記念セール」が行われた。

## ロゴマーク

### 現行のロゴマーク
ロゴマークには店名のローマ字がデザインされている。「K ntetsu」が海を、「i」が緑（木）を表すことで全体が地球を象っており、地球と調和しようとする姿勢を表現している。
また、包装紙・ショッピングバッグのデザインは、ロゴマークと同色の青と緑色のものであったが、2013年6月13日の「あべのハルカス 近鉄本店」タワー館の先行開業に合わせて、「ひろがるつながり」をテーマに「K」の文字を起点とする黄色基調で一筆書きのデザインへと変更された。

### かつてのロゴマーク
- 近鉄百貨店 - 近畿日本鉄道の社章をアレンジ（若干中の模様が丸みを帯びている）。現在も正式な社章である。
- 大軌百貨店 - 通称「大軌」。大阪電気軌道直営だったが、同社の社章ではなく「大軌」を縦書きにして丸型にしたもの。
- 大鉄百貨店 - 大阪鉄道の社章の一部を変更したもので、中央に「百」の文字が入る。
- 丸物 - 沿革の項にある通り、京都物産館の「物」を丸で囲ったもの。包装紙は鳩を木の葉のように表したデザイン「若い樹」で、津松菱と同じ。

## 近鉄グループ商品券
近鉄百貨店や近鉄グループ各企業で利用可能な自社商品券。
自社の物販だけでなく、グループ企業である近畿日本鉄道の乗車券や特急券、自社運営のコンビニエンスストアなどでの利用も可能となっている。

## ポイントカード・クレジットカード

### KIPSカード
現在、近鉄グループとして共通の「KIPSカード」を取り扱っており、近鉄百貨店ではクレジットカード機能付と現金ポイントカードを発行している。2022年5月31日までは現金払い以外もKIPSクレジットカード以外の決済との併用ができたが、現在はKIPSクレジットカード利用と現金払いの場合のみポイントが付与される。
- KIPSクレジットカードで普通商品を購入した場合は100円5ポイント（食品は100円1ポイント）、そのほかのKIPSカードの使用は100円1ポイントがたまる。
- 近鉄百貨店の各店などで1ポイント単位で支払いに使える。あべのハルカス展望台などでは100ポイント単位、近鉄グループのホテルやゴルフ場では500ポイント単位での使用となる。
  - 近鉄パッセ（名古屋店）では扱いが異なり、クレジットカードとしての使用（他店扱い）と500ポイント単位で発行できるクーポンのみ使用できる。

### KCCカード
かつて発行していたクレジットカード。近鉄百貨店で支払い1回あたり2,100円(税込)以上の買い物をすると5%の割引がされる点は発行当時のKIPSカードと同様であるが、以下のような相違が存在した。
- 利用条件に関係なく、年会費無料。
- 2007年10月末までは阿倍野店8階・上本町店7階・奈良店5階・橿原店6階の専用カウンターでは即時発行が可能で、閉店前の京都店7階でも即時発行できた。
  - 東大阪店、枚方店、生駒店、桃山店、桔梗が丘店では即時発行は行っておらず、中部近鉄百貨店の四日市店・草津店、和歌山近鉄百貨店では発行していなかった。
- 当カードの会員向けに特別招待会を実施していた。

同時期にはほかの関西系百貨店（髙島屋、阪急百貨店、阪神百貨店など）も同様に一定額以上の支払いで商品の割引を行うクレジットカードを発行していたものが、ヨドバシ梅田の開業などもあってポイントカードが関西圏でも浸透してきたこともあり、ポイントサービスに移行していった。なお、当時から京都店では食品ポイントカードのサービスがあった。詳細は京都店の項目を参照のこと。

## 関連人物

### 歴代社長
旧・京都近鉄百貨店や近鉄百貨店の現法人に関しては2期4年の社長任期が定例化しているが、現社長・秋田拓士など例外も少なくない。橋本達吉の社長就任以降、丸物入社の若林誠郎と百貨店勤務経験のない髙松啓二を除き、京都近鉄百貨店・近鉄百貨店（新旧問わず）とも近畿日本鉄道百貨店部の出身者が社長を務めていた。しかし、2019年に就任した秋田拓士が近鉄百貨店入社の人物としては初の社長となった。
- カッコ内は就任期間。代数はそれぞれの会社設立時より通しで数える。

#### 大鉄百貨店社長
- 佐竹三吾 - 親会社：大阪鉄道社長と兼任。

#### 近鉄百貨店社長(旧法人)
- 初代：檜原敏郎（1972年独立時 - 1978年）
- 2代目：高石千之（1978年 - 1985年）
- 3代目：橋本喜典（1985年 - 1986年） - 就任後わずか1年で死去
- 4代目：林修（1986年 - 1993年）
- 5代目：田中太郎（1993年 - 2001年合併時）

#### 丸物社長
- 初代：中林仁一郎（創業 - 1960年4月）
- 2代：中林仁良（1960年4月 - 1977年5月）- 近鉄百貨店（旧法人）取締役も務めた。

#### 京都近鉄百貨店社長
- 3代：橋本達吉（1977年5月 - 1981年5月） - 京都近鉄初の社長。大阪電気軌道・近畿日本鉄道百貨店部出身。
- 4代：佐藤恕（1981年5月 - 1985年5月） - 東京近鉄百貨店の初代社長
- 5代：若林誠郎（1985年5月 - 1989年5月）- 中林仁良以来、最後の丸物出身の社長。
- 6代：井上素夫（1989年5月 - 1993年5月）- 元・近鉄松下百貨店社長。以降、合併後の飯田圭児に至るまで、全ての社長が旧・近畿日本鉄道百貨店部出身である。
- 7代：髙田多喜男（1993年5月 - 1997年5月） - 近鉄百貨店阿倍野店リニューアルオープンの立役者ともいわれた。
- 8代：稲垣繁男（1993年5月 - 1997年5月） - 1957（昭和32）年近畿日本鉄道入社、85年に近鉄百貨店取締役、常務、専務、副社長を経て、96年から副社長。
- 9代：小山禎三（1999年5月 - 2001年2月） - 岐阜店の閉鎖が決定後、近鉄百貨店副社長から京都近鉄百貨店最後の社長に就任した。

#### 近鉄百貨店社長（合併後）
- 10代：田中太郎（2001年2月28日 - 2003年5月）
- 11代：中川文雄（2003年5月 - 2009年3月1日）
- 12代：飯田圭児（2009年3月1日 - 2014年5月22日）
- 13代：髙松啓二（2014年5月22日 - 2019年5月23日）
- 14代：秋田拓士 - （2019年5月23日 - 2024年5月22日）
- 15代：梶間隆弘（2024年5月23日 - ）

## 関連会社

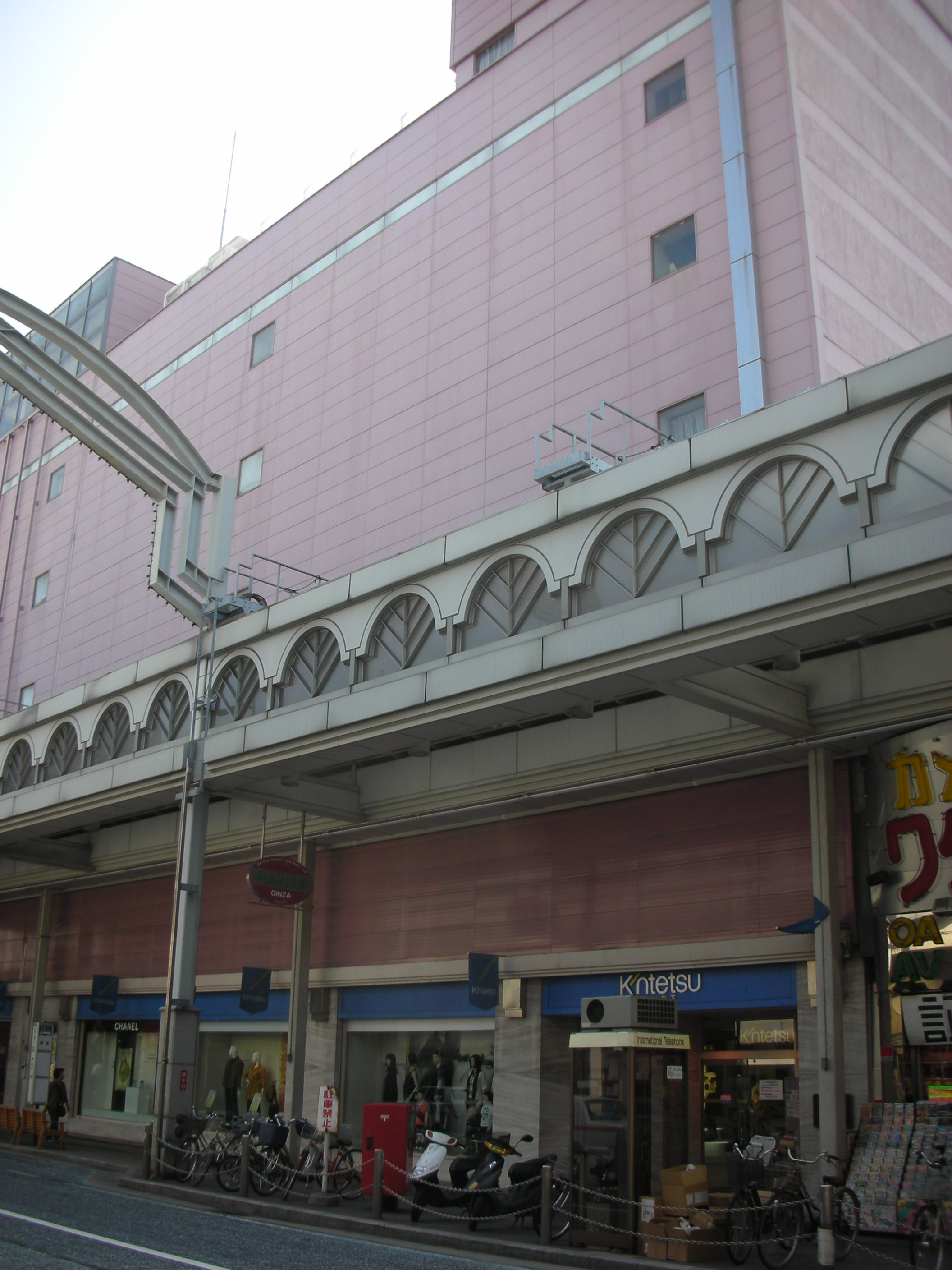
近鉄松下百貨店（山口県周南市）

- 近鉄グループホールディングス - 現在の親会社。近畿日本鉄道の初代法人の法人格を引き継いだ。
- 近畿日本鉄道 - 上記の通り初代法人が当社の親会社だった。現在は兄弟会社。
- 近商ストア（スーパーマーケットKINSHO） - かつての子会社。現在は中間持株会社・近鉄リテールホールディングスの子会社となっているが、近鉄百貨店の商品券や日本百貨店協会の商品券が使用可能。
- ミディ総合管理 - 店舗管理・清掃など：2013年5月に株式譲渡により当社の子会社でなくなったが、引き継ぎ近鉄グループに残留。

### 近鉄百貨店グループ
近商ストアが近畿日本鉄道（現在は近鉄リテーリング）の完全子会社になるまでは、直接の資本関係のなかった（兄弟会社の子会社だった）三交百貨店なども含め、近鉄流通グループを名乗っていた。
- シュテルン近鉄 - 本社は大阪市城東区。メルセデス・ベンツの販売を行うディーラーとなっている。なお、かつては同業の近鉄モータース（本社：東京都港区）も子会社だった。
- 近畿配送サービス - 配送会社
- 株式会社近創 - 内装工事などを行う会社で当社の完全子会社である。上記の通り、かつての百貨店・九州百貨店→八幡丸物の法人格を引き継ぎ、本社を京都へ移転している。(旧)株式会社丸物工器を合併して(新)株式会社丸物工器に改称。近畿日本鉄道の出資を経て「近鉄丸物工器」、「近創インテリア」を経て現社名となった。
- Kサポート - 人材派遣会社。京都近鉄百貨店の子会社「京都近鉄商事」として1999年設立。

### かつての関連会社
- 近鉄商業開発 -本社：大阪市阿倍野区。東神開発（髙島屋系）、大丸コム開発→大丸松坂屋百貨店不動産事業部（大丸／J.フロント リテイリング系）、あるいは阪急商業開発（阪急百貨店／エイチ・ツー・オーリテイリング系）のような百貨店系デベロッパーだったが、2000年9月に京都近鉄百貨店の経営再建の一環で同社へ合併されて消滅した。
- 近鉄モータース
- 近鉄松下百貨店 - 山口県周南市（JR徳山駅前）：2013年2月28日をもって閉店。閉店まで近鉄百貨店本体へは合併せず、唯一別会社になっていた。
- 三交百貨店 - 三重県松阪市（松阪駅前）：近鉄グループで三重県にある三重交通の系列百貨店で、松阪店・伊勢店を展開していた。2006年12月30日を最後に閉店した際、当社が営業権の一部を譲り受け、三交百貨店が発行した商品券類の一部を近鉄百貨店が発行したものとして取り扱う措置をとった。
- エーエム・ピーエム・近鉄 - 近畿日本鉄道と共同出資。コンビニエンスストア「am/pm」の近畿地方（三重県を含み、滋賀県は除く）におけるエリアフランチャイズ展開を行っていた。カッパ・クリエイトに株式の大半を売却して「エーエム・ピーエム・関西」となっても近鉄グループの出資は継続したが、2011年4月にファミリーマートに吸収合併された。